# Solio (ciudad)
Solio (en griego, Σόλλιον) es el nombre de una antigua ciudad griega de Acarnania. 
Es mencionada por Tucídides en el marco de la guerra del Peloponeso donde se dice que, el año 431 a. C., una expedición ateniense tomó la fortaleza de Solio, que pertenecía a los corintios y fue entregada a los palereos. El historiador también la cita como el lugar donde desembarcó la flota ateniense que iba al mando de Demóstenes cuando, el año 426 a. C., se dirigió a combatir contra los etolios.
Se desconoce su localización exacta, aunque se ha sugerido que pudiera haber estado localizado en unas ruinas de Sterna o en la bahía de Zaverda.